# 28 de outubro
28 de outubro é o 301.º dia do ano no calendário gregoriano (302.º em anos bissextos). Faltam 64 dias para acabar o ano.

## Eventos históricos

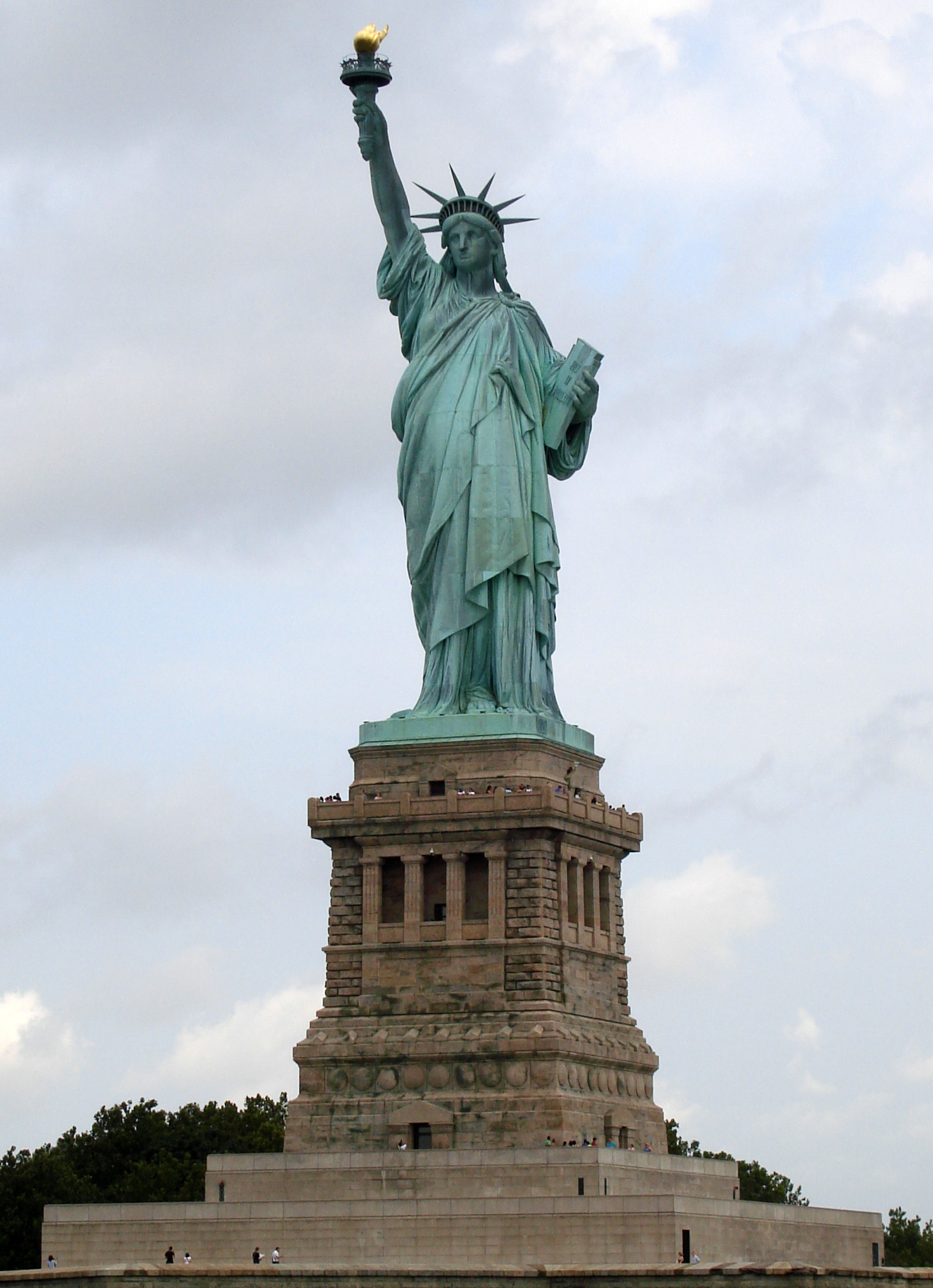
1886: Inauguração da Estátua da Liberdade

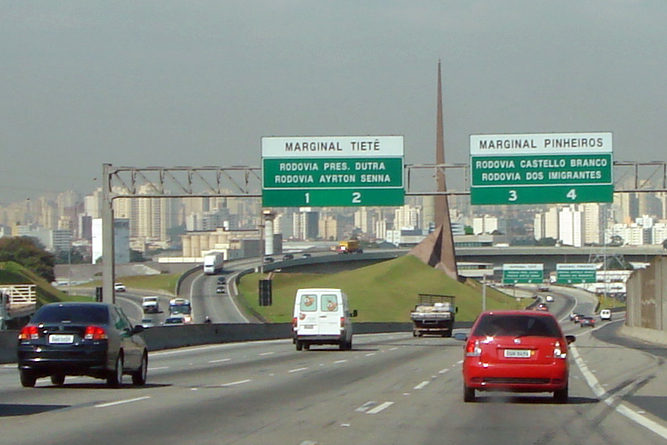
1978: Inauguração da Rodovia dos Bandeirantes no Brasil

- 0030 — São Pedro se torna o primeiro papa da Igreja Católica Apostólica Romana.
- 0097 — O imperador Nerva é forçado pela guarda pretoriana a adotar o general Marco Úlpio Trajano como herdeiro e sucessor.
- 0306 — Magêncio, filho do anterior imperador romano, Maximiano, é proclamado imperador.
- 0312 — Batalha da Ponte Mílvia: Constantino derrota Magêncio numa batalha onde se decidiria quem seria aclamado como primeiro Augusto pelo senado romano.
- 0969 — O Império Bizantino recupera Antioquia do domínio árabe.
- 1344 — A cidade baixa de Esmirna é capturada por cristãos latinos em resposta à pirataria Aidim durante as cruzadas de Esmirna.
- 1420 — Pequim é oficialmente designada a capital da dinastia Ming quando a Cidade Proibida é concluída.
- 1449 — Cristiano I é coroado rei da Dinamarca.
- 1453 — Ladislau, o Póstumo, é coroado rei da Boêmia em Praga.
- 1492 — Cristóvão Colombo desembarca em Cuba em sua primeira viagem ao Novo Mundo.
- 1520 — Fernão de Magalhães chega ao Oceano Pacífico.[1]
- 1628 — Guerras religiosas francesas: o cerco de La Rochelle termina com a rendição dos huguenotes após catorze meses.
- 1636 — A Colônia da Baía de Massachusetts vota para fundar uma faculdade de teologia, que mais tarde se tornaria a Universidade Harvard.
- 1707 — O terremoto de Hōei de 1707 causa mais de 5 000 mortes no Japão.
- 1726 — É publicado o romance As Viagens de Gulliver, escrito por Jonathan Swift.
- 1746 — Um sismo destrói quase que totalmente a cidade de Lima, no Peru.
- 1776 — Guerra Revolucionária Americana: tropas britânicas atacam e capturam Chatterton Hill do Exército Continental.
- 1836 — O general Andrés de Santa Cruz proclama a Confederação Peru-Boliviana.
- 1856 — Inauguração da primeira linha-férrea em Portugal entre Lisboa e o Carregado.
- 1864 — Guerra Civil Americana: um ataque da União à capital confederada de Richmond é repelido.
- 1886 — O presidente norte-americano Grover Cleveland inaugura a Estátua da Liberdade, em Nova Iorque.
- 1891 — Ocorre o terremoto de Mino-Owari, o maior terremoto da história do Japão.
- 1893 — A Sinfonia nº 6 em Si Menor, Pathétique, de Pyotr Tchaikovsky, recebe sua estreia apenas nove dias antes da morte do compositor.
- 1918
  - Primeira Guerra Mundial: é criado um novo governo polonês no oeste da Galícia, desencadeando a Guerra Polaco-Ucraniana.
  - Primeira Guerra Mundial: políticos tchecos assumem pacificamente a cidade de Praga, estabelecendo assim a Primeira República da Tchecoslováquia.
- 1919 — O Congresso dos Estados Unidos aprova a Lei Volstead sobre o veto do presidente Woodrow Wilson, abrindo caminho para que a Lei Seca comece em janeiro seguinte.
- 1922 — Os fascistas italianos liderados por Benito Mussolini marcham em Roma e assumem o governo italiano.
- 1924 — Irrompe uma revolta no Rio Grande do Sul parte do movimento tenentista, composto por jovens oficiais das Forças Armadas do Brasil.
- 1928 — Indonesia Raya, agora o hino nacional da Indonésia, é tocado pela primeira vez durante o Segundo Congresso da Juventude Indonésia.[2]
- 1940 — Segunda Guerra Mundial: a Grécia rejeita o ultimato da Itália. A Itália invade a Grécia pela Albânia algumas horas depois.
- 1948 — Paul Müller recebe o Prêmio Nobel de Fisiologia ou Medicina por sua descoberta das propriedades inseticidas do DDT.
- 1956 — Revolução Húngara: um cessar-fogo de fato entra em vigor entre revolucionários armados e tropas soviéticas, que começam a se retirar de Budapeste. Oficiais e instalações comunistas são atacados por revolucionários.
- 1958 — É eleito o Papa João XXIII, o 261º papa.
- 1962 — Crise dos mísseis de Cuba: o primeiro-ministro Nikita Khrushchov ordena a remoção dos mísseis soviéticos de Cuba.
- 1964 — Decretado estado de emergência no Sudão.
- 1965 — Declaração Nostra Aetate, CVII, pela qual a Igreja Católica Romana reconhece oficialmente a legitimidade das religiões não-cristãs.
- 1966 — Carlos Lacerda publica manifesto da Frente Ampla no jornal Tribuna da Imprensa.
- 1971 — Prospero se torna o único satélite britânico a ser lançado por um foguete britânico.
- 1974 — Países árabes reconhecem representatividade da Organização para a Libertação da Palestina (OLP).
- 1978 — Inaugurada pelo presidente Geisel a Rodovia dos Bandeirantes, considerada a mais moderna e bem conservada estrada do Brasil.
- 1982
  - A Fundação Oswaldo Cruz, localizada no Rio de Janeiro, anuncia a produção da vacina contra o sarampo no Brasil.
  - As Eleições gerais na Espanha dão início a catorze anos de governo pelo Partido Socialista Operário Espanhol.
- 1990 — A Geórgia realiza sua única eleição livre sob o domínio soviético.
- 1995
  - A inalação de um gás tóxico causa 289 mortes no metrô de Baku, capital do Azerbaijão.
  - Toma posse em Portugal o XIII Governo Constitucional, um governo de maioria relativa do Partido Socialista chefiado pelo primeiro-ministro António Guterres.
- 1998 — O Instituto Nacional de Pesquisas Espaciais mostra que a seca na Amazônia é a maior em 118 anos.
- 2004 — Lançamento do iPod photo.
- 2005 — O chefe de gabinete do vice-presidente Cheney é indiciado devido a seu envolvimento no Caso Plame-Wilson.
- 2007 — Cristina Fernández de Kirchner torna-se a primeira mulher eleita diretamente como presidente da Argentina.
- 2009 — A NASA lança com sucesso a missão Ares I-X, o único lançamento de foguete para seu programa Constellation de curta duração.
- 2018 — Jair Bolsonaro é eleito presidente do Brasil com 57 milhões de votos, vencendo o candidato do Partido dos Trabalhadores, Fernando Haddad. É a primeira vez em 16 anos que um candidato do Partido dos Trabalhadores não é eleito presidente.

## Nascimentos

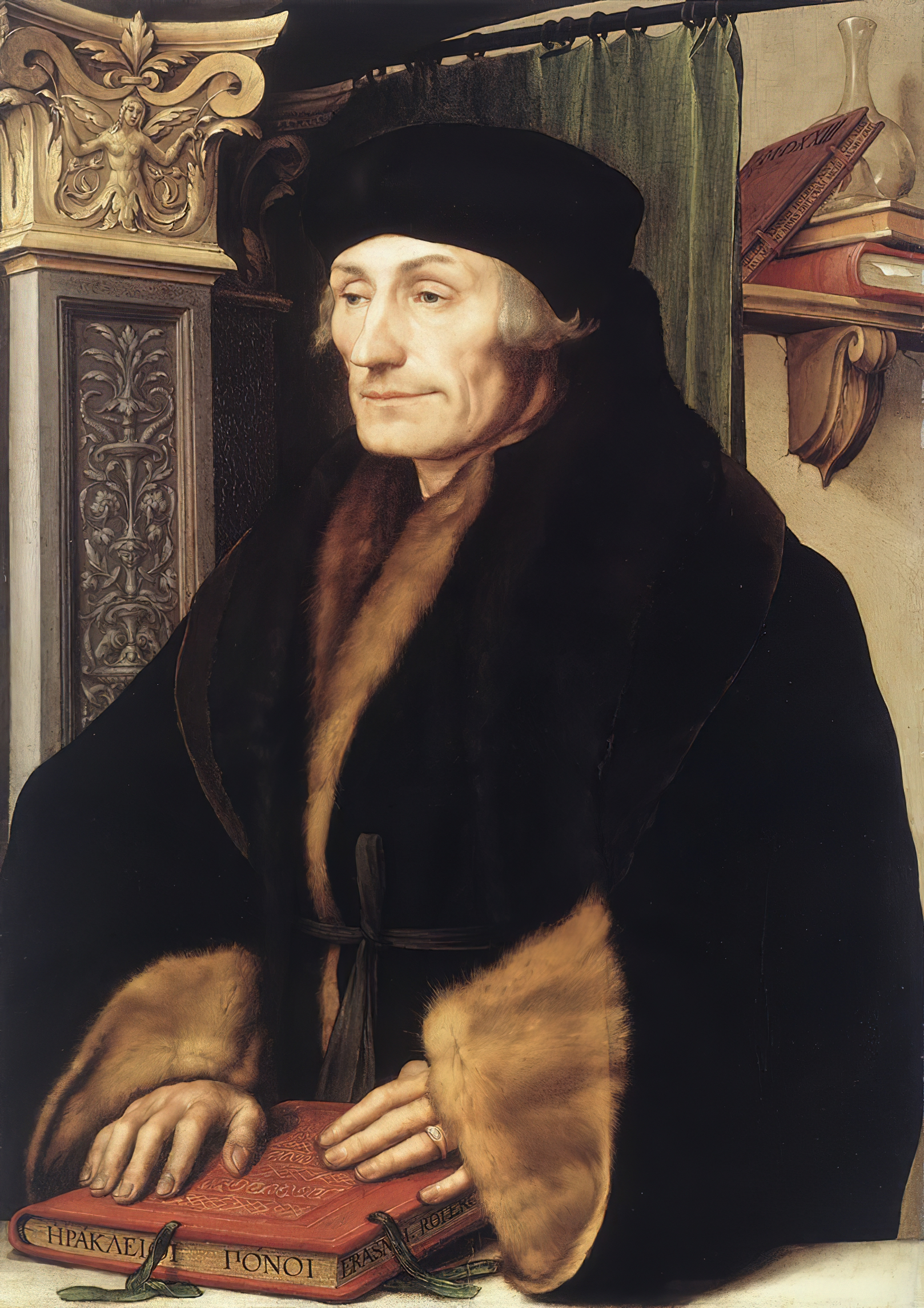
Erasmo de Roterdão

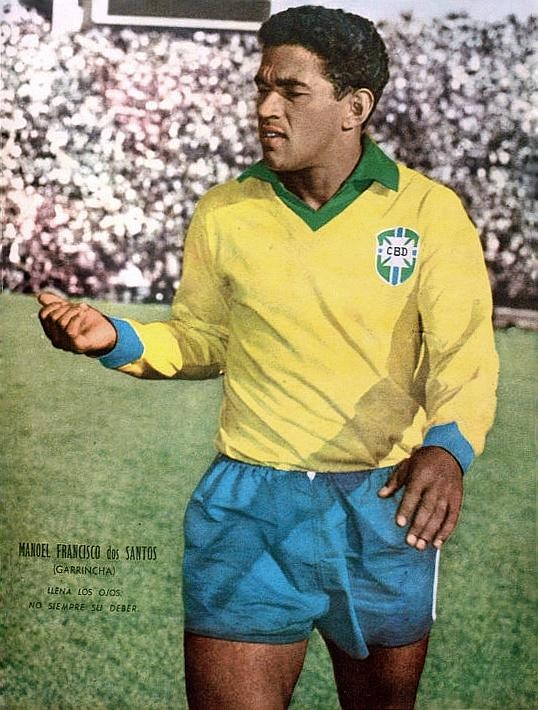
Garrincha

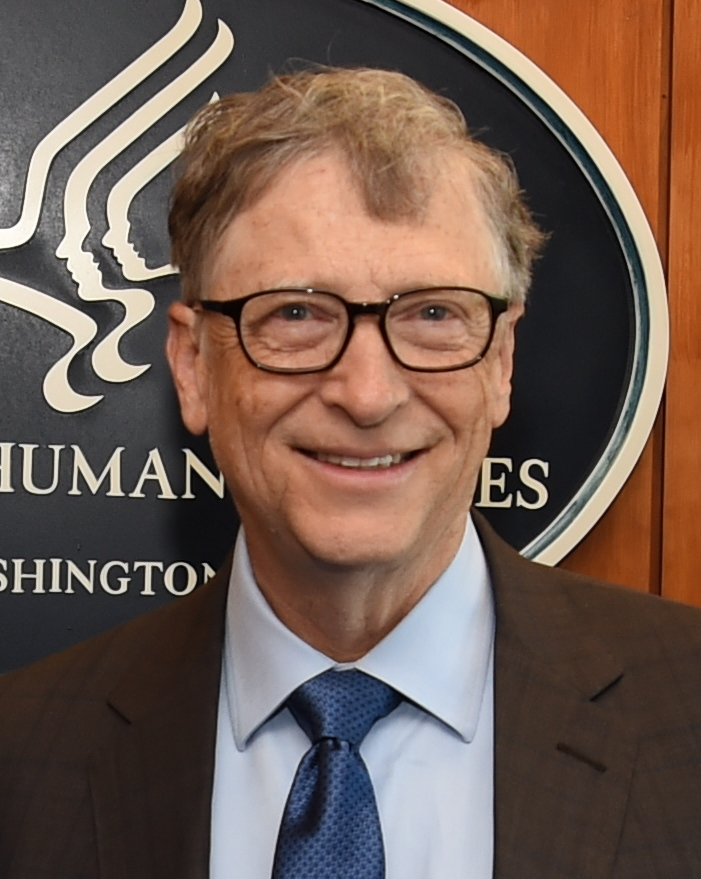
Bill Gates

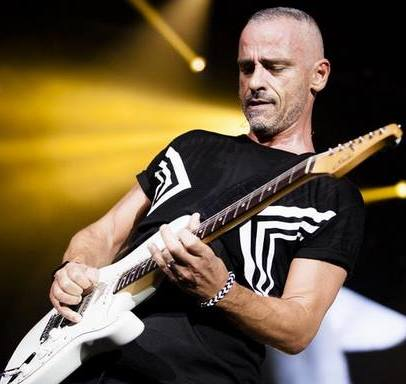
Eros Ramazzotti

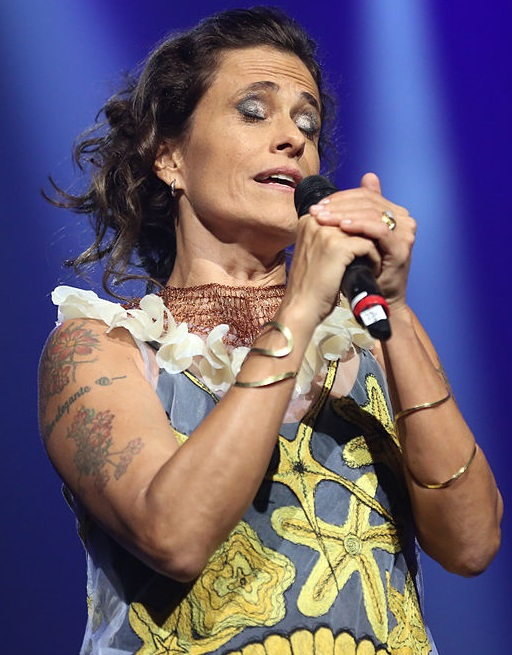
Zélia Duncan

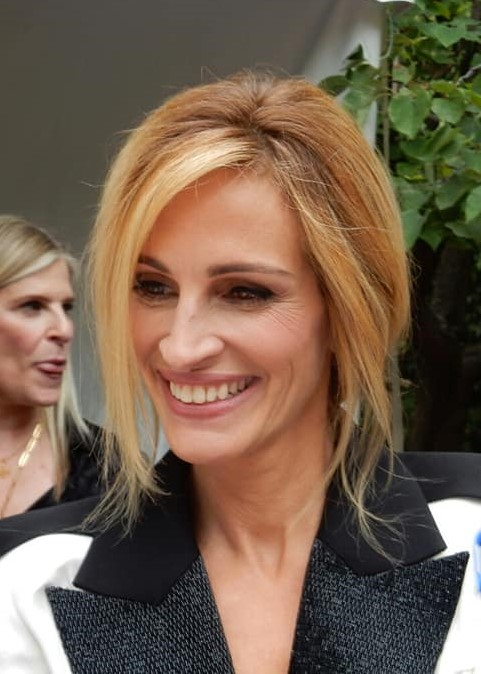
Julia Roberts

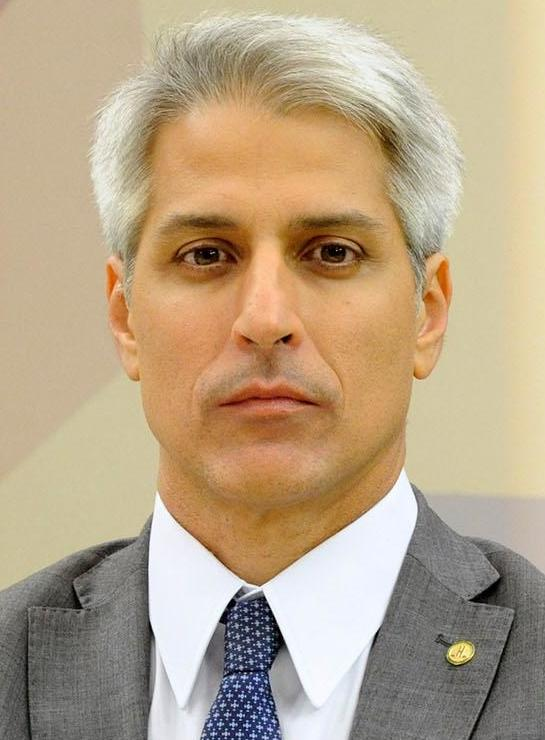
Alessandro Molon

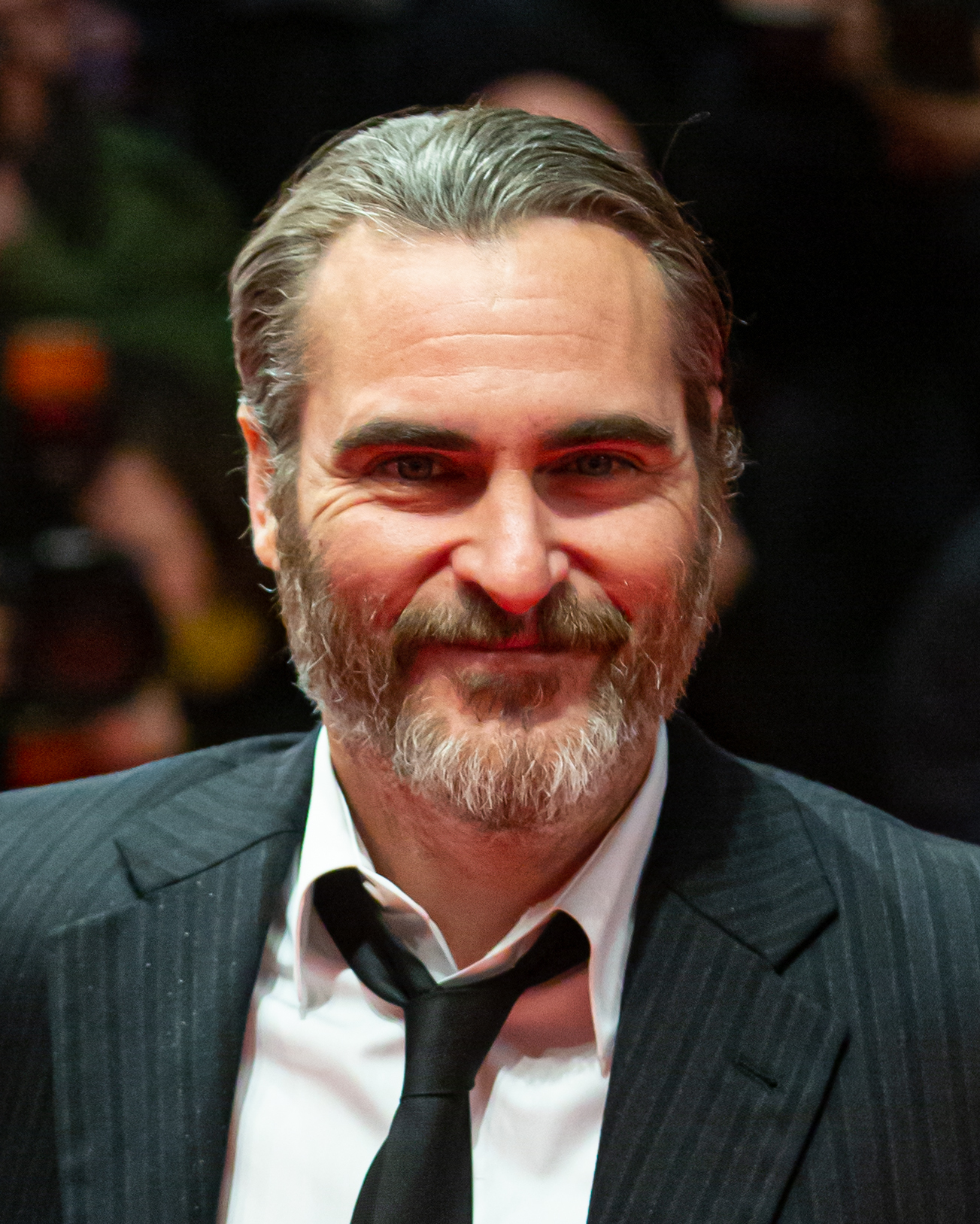
Joaquin Phoenix

### Anterior ao século XIX
- 1017 — Henrique III do Sacro Império Romano-Germânico (m. 1056).
- 1466 — Erasmo de Roterdão, teólogo e filósofo holandês (m. 1536).
- 1510 — Francisco de Borja, vice-rei da Catalunha (m. 1572).
- 1550 — Estanislau Kostka, santo polonês (m. 1568).
- 1585 — Cornelius Otto Jansenius, teólogo neerlandês (m. 1638).
- 1610 — Jacob Kettler, duque da Curlândia (m. 1682).
- 1667 — Maria Ana de Neuburgo (m. 1740).
- 1692 — José Fernando da Baviera (m. 1699).
- 1767 — Maria Sofia de Hesse-Cassel (m. 1852).
- 1793 — Carolina da Dinamarca (m. 1881).

### Século XIX
- 1804 — Pierre François Verhulst, matemático belga (m. 1849).
- 1837 — Tokugawa Yoshinobu, xogum japonês (m. 1913).
- 1840 — Juan Bautista Gill, político paraguaio (m. 1877).
- 1842 — Serena Lake, sufragista e pregadora evangélica inglesa (m. 1902).
- 1843 — Dezső Bánffy, político húngaro (m. 1911).
- 1854 — Jean-Marie Guyau, filósofo e poeta francês (m. 1888).
- 1860
  - Hugo Preuss, jurista e político alemão (m. 1925).
  - Jigoro Kano, educador e atleta japonês, fundador do judô (m. 1938).
- 1864 — George Nichols, ator e diretor de cinema estadunidense (m. 1927).
- 1866 — Ramón María del Valle-Inclán, poeta, dramaturgo e ator espanhol (m. 1936).
- 1885 — Per Albin Hansson, político sueco (m. 1946).
- 1894 — Ludwig Wrede, patinador artístico austríaco (m. 1965).
- 1897 — Hans Speidel, militar alemão (m. 1984).

### Século XX

#### 1901—1950
- 1902 — Elsa Lanchester, atriz britânica (m. 1986).
- 1903 — Evelyn Waugh, escritor britânico (m. 1966).
- 1904 — Capiba, compositor e músico brasileiro (m. 1997).
- 1905 — Tatyana Pavlovna Ehrenfest, matemática neerlandesa (m. 1984).
- 1906
  - Viana Moog, advogado, jornalista, romancista e ensaísta brasileiro (m. 1988).
  - Xosé Filgueira Valverde, historiador e escritor espanhol (m. 1996).
- 1908 — Arturo Frondizi, político argentino (m. 1995).
- 1909 — Francis Bacon, pintor britânico (m. 1992)
- 1913 — Douglas Seale, ator e cantor anglo-americano (m. 1999).
- 1914
  - Richard Laurence Millington Synge, químico britânico (m. 1994)
  - Jonas Salk, médico, virologista e epidemiologista norte-americano (m. 1995).
- 1916 — Per-Olov Löwdin, físico sueco (m. 2000).
- 1917 — Heloísa Helena, atriz, diretora e cantora brasileira (m. 1999).
- 1918 — José Leite Lopes, físico brasileiro (m. 2006).
- 1919 — Walt Hansgen, automobilista norte-americano (m. 1966).
- 1920 — Albin Wolf, aviador alemão (m. 1944).
- 1922
  - Albertinho Fortuna, cantor brasileiro (m. 1995).
  - Gershon Kingsley, pianista, maestro e compositor teuto-americano (m. 2019).
- 1928
  - Marcel Bozzuffi, ator francês (m. 1988).
  - Ronaldo Bôscoli, compositor, jornalista e produtor musical brasileiro (m. 1994).
- 1929 — Joan Plowright, atriz britânica (m. 2025).
- 1930 — Bernie Ecclestone, dirigente esportivo e ex-automobilista britânico.
- 1931 — Myriam Muniz, atriz brasileira (m. 2004).
- 1932 — Spyros Kyprianou, político cipriota (m. 2002).
- 1933 — Garrincha, futebolista brasileiro (m. 1983).
- 1934 — Julio Jiménez, ciclista espanhol (m. 2022).
- 1935 — Alan Clarke, diretor de cinema britânico (m. 1990).
- 1937 — Almir Pernambuquinho, futebolista brasileiro (m. 1973).
- 1938
  - Bernadette Lafont, atriz e cantora francesa (m. 2013).
  - Carlos André, cantor e produtor musical brasileiro.
  - Dina Sfat, atriz brasileira (m. 1989).
- 1939
  - Giulio Angioni, escritor e antropólogo italiano (m. 2017).
  - Miroslav Cerar, ex-ginasta esloveno.
- 1941
  - Hank Marvin, músico britânico.
  - Vasile Gergely, ex-futebolista romeno.
- 1943
  - Pim Doesburg, futebolista neerlandês (m. 2020).
  - Conny Froboess, atriz e cantora alemã.
  - Victorio Casa, futebolista argentino (m. 2013).
  - Charo López, atriz espanhola.
- 1944
  - Dennis Franz, ator estadunidense.
  - Coluche, ator e comediante francês (m. 1986).
- 1945 — Wayne Fontana, músico britânico (m. 2020).
- 1946
  - Jan Domarski, ex-futebolista polonês.
  - Wim Jansen, futebolista e treinador de futebol neerlandês (m. 2022).
- 1948 — Benjamin Ndiaye, arcebispo senegalês.
- 1949
  - Edite Estrela, política portuguesa.
  - Vladimir Onishchenko, ex-futebolista e treinador de futebol ucraniano.
  - Caitlyn Jenner, socialite, atriz e ex-atleta norte-americana.

#### 1951—2000
- 1951 — Charles Orlanducci, ex-futebolista francês.
- 1952
  - Jörgen Augustsson, ex-futebolista sueco.
  - Annie Potts, atriz e dubladora norte-americana.
- 1953 — Desmond Child, produtor musical, compositor e músico norte-americano.
- 1954 — Manuel Pinho, político português.
- 1955 — Bill Gates, empresário estadunidense.
- 1956
  - Mahmoud Ahmadinejad, político iraniano.
  - Carlos Ischia, ex-futebolista e treinador de futebol argentino.
  - Franky Vercauteren, ex-futebolista e treinador de futebol belga.
- 1957
  - Stephen Morris, baterista britânico.
  - Diogo Vilela, ator brasileiro.
  - Christian Berkel, ator alemão.
  - Ahmet Kaya, cantor curdo (m. 2000).
- 1959
  - Rogério Samora, ator português (m. 2021).
  - José Luis Munguía, futebolista salvadorenho (m. 1985).
- 1962
  - Erik Thorstvedt, ex-futebolista norueguês.
  - Daphne Zuniga, atriz estadunidense.
  - Scotty Nguyen, jogador de pôquer vietnamita-americano.
- 1963
  - Eros Ramazzotti, cantor e compositor italiano.
  - Marcelo Gomes, cineasta brasileiro.
- 1964
  - Paul Wylie, ex-patinador artístico estadunidense.
  - Romeu Zema, empresário e político brasileiro.
  - Zélia Duncan, cantora, compositora e atriz brasileira.
  - Juan Darthés, ator e cantor brasileiro.
- 1965
  - Franck Sauzée, ex-futebolista francês.
  - Jami Gertz, atriz estadunidense.
- 1966
  - Andy Richter, ator e comediante estadunidense.
  - Cristina Ranzolin, jornalista e apresentadora de televisão brasileira.
  - Chris Bauer, ator norte-americano.
- 1967
  - Julia Roberts, atriz estadunidense.
  - Alexandre Moreno, dublador e ator brasileiro.
  - Sofia de Liechtenstein.
- 1968 — Juan Orlando Hernández, político hondurenho.
- 1969
  - Ben Harper, músico estadunidense.
  - PJ, baixista brasileiro.
  - Abdul Rahman Al-Roomi, ex-futebolista saudita.
- 1970
  - Leonor Silveira, atriz portuguesa.
  - Martín Zapata Viveros, futebolista colombiano (m. 2006).
  - Fernando Gamboa, ex-futebolista e treinador de futebol argentino.
- 1971
  - Alessandro Molon, radialista, professor e político brasileiro.
  - Adriana Ferrari, atriz e modelo brasileira.
  - Nicolas Ouédec, ex-futebolista francês.
- 1972
  - Brad Paisley, músico estadunidense.
  - Ricardo Trêpa, ator português.
- 1973
  - Carlos Galván, ex-futebolista argentino.
  - Frank Jurić, ex-futebolista australiano.
- 1974
  - Joaquin Phoenix, ator estadunidense.
  - Dayanara Torres, atriz e modelo porto-riquenha.
  - Carol Bueno, arquiteta brasileira (m. 2021).
- 1976 — Simone Loria, ex-futebolista italiano.
- 1977 — Marco Antonio, ex-futebolista brasileiro.
- 1978
  - Gwendoline Christie, atriz britânica.
  - Byron Donalds, político norte-americano.
- 1979
  - Natina Reed, rapper e atriz estadunidense (m. 2012).
  - Glover Teixeira, lutador brasileiro de artes marciais mistas.
  - Shamil Lakhiyalov, ex-futebolista russo.
- 1980
  - Christy Hemme, ex-lutadora, atriz, modelo e cantora norte-americana.
  - Alan Smith, ex-futebolista e treinador de futebol britânico.
- 1981 — Milan Baroš, ex-futebolista tcheco.
- 1982
  - Matt Smith, ator britânico.
  - Rocky Romero, lutador profissional cubano.
  - Mai Kuraki, cantora, compositora, pianista e produtora musical japonesa.
  - Michael Stahl-David, ator estadunidense.
  - Jean Pascal, pugilista canadense.
- 1983
  - Guilherme Boury, ator brasileiro.
  - Taras Mykhalyk, ex-futebolista ucraniano.
- 1984
  - Obafemi Martins, ex-futebolista nigeriano.
  - Bruna Surfistinha, escritora brasileira.
  - Domingos Bonifacio, jogador de basquete angolano.
  - Finn Wittrock, ator e roteirista norte-americano.
- 1985
  - Troian Bellisario, atriz estadunidense.
  - Tessy Antony, empresária luxemburguesa.
  - Jack Donnelly, ator britânico.
- 1986
  - May Calamawy, atriz egípcia-palestina.
  - Bianca Gascoigne, modelo britânica.
- 1987 — Frank Ocean, cantor e compositor norte-americano.
- 1988
  - Devon Murray, ator e cantor irlandês.
  - Camila Brait, jogadora de vôlei brasileira.
  - Jamie xx, músico britânico.
- 1989
  - Camille Muffat, nadadora francesa (m. 2015).
  - Kingsley Umunegbu, ex-futebolista nigeriano.
  - Kévin Théophile-Catherine, futebolista francês.
- 1990
  - Abdulaziz Hatem, futebolista qatari.
  - Youssef Msakni, futebolista tunisiano.
- 1991
  - Marcos Acuña, futebolista argentino.
  - Lucy Bronze, futebolista britânica.
  - Victor Campenaerts, ciclista belga.
- 1992
  - Lexi Ainsworth, atriz estadunidense.
  - Maria Borges, modelo angolana.
  - Maria Sergejeva, patinadora artística estoniana.
- 1994
  - Agustín Allione, futebolista argentino.
  - Harry Panayiotou, futebolista são-cristovense.
- 1995 — Glen Kamara, futebolista finlandês.
- 1997
  - Sierra Mccormick, atriz estadunidense.
  - Taylor Fritz, tenista estadunidense.
- 1998
  - Nolan Gould, ator estadunidense.
  - Francis Uzoho, futebolista nigeriano.
  - Kevin Quintero, ciclista colombiano.
- 1999 — Bárbara Branco, atriz portuguesa.
- 2000 — Charles Bassey, jogador de basquete nigeriano.

### Século XXI
- 2002 — Lola Tung, atriz norte americana.

## Mortes

### Anterior ao século XIX
- 0312 — Magêncio, imperador romano (n. 278).
- 0457 — Bispo Ibas de Edessa
- 0816 — Begão de Paris, nobre francês
- 0875 — Arcebispo Remígio de Lyon
- 1138 — Boleslau III da Polónia, grão-duque da Polônia (n. 1086).
- 1225 — Jien, poeta e monge japonês (n. 1155).
- 1310 — Atanásio I de Constantinopla, patriarca (n. 1230).

- 1312 — Isabel de Gorizia-Tirol, rainha da Germânia (n. c. 1262)
- 1412 — Margarida I da Dinamarca (n. 1353).
- 1520 — Pier Gerlofs Donia, corsário frísio (n. 1480).
- 1703 — John Wallis, matemático britânico (n. 1616).
- 1704 — John Locke, filósofo inglês (n. 1632).

### Século XIX
- 1841 — Johan August Arfwedson, químico sueco (n. 1792).
- 1857 — Louis-Eugène Cavaignac, general francês (n. 1802).

### Século XX
- 1906 — Franklin Dória, político e escritor brasileiro (n. 1836).
- 1929 — Bernhard von Bülow, príncipe e político alemão. (n. 1849).
- 1937 — Jubiabá, capitão do exército brasileiro (n. 1886).
- 1959 — Camilo Cienfuegos, líder revolucionário cubano (n. 1932).
- 1972 — Mitchell Leisen, cineasta norte-americano (n. 1898).
- 1983
  - Otto Messmer, cartunista norte-americano (n. 1892).
  - Romeu Italo Ripoli, político e dirigente esportivo brasileiro (n. 1916).
- 2000 — Carlos Guastavino, compositor argentino (n. 1912).

### Século XXI
- 2005 — Fernando Quejas, cantor e compositor cabo-verdiano (n. 1922).
- 2008 — Juan Daniel, ator e cantor hispano-brasileiro (n. 1907).
- 2009 — Taylor Mitchell, cantora canadense (n. 1990).
- 2010
  - André Bortolameotti, presbítero católico brasileiro (n. 1919).
  - James MacArthur, ator norte-americano (n. 1937).
  - Jonathan Motzfeldt, político groenlandês (n. 1938).
- 2011 — Bernardo Jablonski, ator, diretor teatral, escritor, crítico e roteirista brasileiro (n. 1952).
- 2013 — Tadeusz Mazowiecki, jornalista e político polonês (n. 1927).
- 2023 — Matthew Perry, ator e escritor norte-americano (n. 1969).
- 2024 — Renato Raffaele Martino, cardeal italiano (n. 1932).

## Feriados e eventos cíclicos
- Dia de Senhor dos Milagres - Padroeiro de Lima, Peru
- Dia Internacional da Animação

### Brasil
- Dia do Servidor Público
- Dia do seu Zé Pelintra (Umbanda)
- Dia do Engenheiro Aeronáutico
- Fundação do município de Ubatuba, São Paulo
- Criação do município de Novo Horizonte, São Paulo
- Criação do município de São Simão, São Paulo
- Criação do município de Mirassol d'Oeste, Mato Grosso
- Criação do município de Itaocara, Rio de Janeiro
- Criação do município de Almirante Tamandaré, Paraná
- Criação do município de Itaiópolis, Santa Catarina
- Dia do Flamenguista

### Cristianismo
- Abgar de Edessa
- Demétrio de Rostóvia
- Judas Tadeu
- Simão, o Zelote

## Outros calendários
- No calendário romano era o 5.º dia (V) antes das calendas de novembro.
- No calendário litúrgico tem a letra dominical G para o dia da semana.
- No calendário gregoriano a epacta do dia é 25 ou xxv.